# Instituto Francés de Madrid
El Instituto Francés de Madrid (en francés, Institut français de Madrid) es un instituto francés, dependiente del Ministerio de Europa y Asuntos Exteriores (Ministère de l'Europe et des Affaires étrangères) de Francia.
Forma parte de una red nacional e internacional de centros culturales franceses en el extranjero para promover la cultura y la lengua francesa.

## Sede
El Instituto está situado en la calle Marqués de la Ensenada, 12, junto a la Plaza de Colón de Madrid, al lado del consulado de Francia.

## Misión
El Institut français de Madrid es el centro oficial del "Ministerio de Europa y Asuntos Exteriores" para la promoción y enseñanza de la lengua francesa y la difusión de la cultura francesa en Madrid. También fomenta la formación de los profesores de y en francés y lleva a cabo unas acciones de cooperación en materia de cultura y de educación entre Francia y España.
Para ello, el Instituto Francés de Madrid dispone de aulas en las que se imparten cursos (presenciales y en línea), un auditorio con 250 butacas donde organiza actos culturales y pone a disposición del público una mediateca con más de 40.000 documentos franceses o francófonos. La mediateca ofrece un acceso gratuito a los principales diarios y semanarios franceses, así como a las principales revistas políticas y culturales francesas. Las conferencias con invitados culturales o políticos pueden llevarse a cabo en la sala principal de la biblioteca. También es un centro oficial de exámenes de francés.
El instituto también cuenta con una cafetería restaurante, el "Café del Institut français". 
Si bien este instituto permite a los miembros de la numerosa comunidad francófona de Madrid obtener materiales culturales en su lengua materna, también promueve la difusión, especialmente entre los más jóvenes, de la lengua francesa y la cultura francesa en cualquier medio ya sea en forma escrita, cine, teatro, música o cualquier otro medio cultural).

## Historia
El edificio fue construido en 1910. El Institut français de Madrid forma parte de la red de Institutos Nacionales de Cultura de la Unión Europea (EUNIC, European Union National Institutes for Culture).
Entre sus profesores destaca, entre otros, el escritor y crítico literario marsellés Jean-Pierre Richard, que ejerció su docencia durante nueve años en la década de 1960.